# Sambandsdiagram

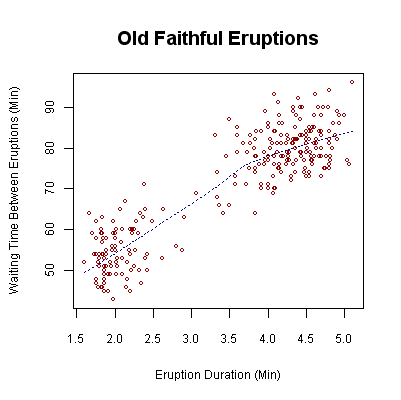
Tvådimensionellt sambandsdiagram som visar sambandet mellan tiden mellan utbrott och utbrottstiden för gejsern Old Faithful i Yellowstone nationalpark.

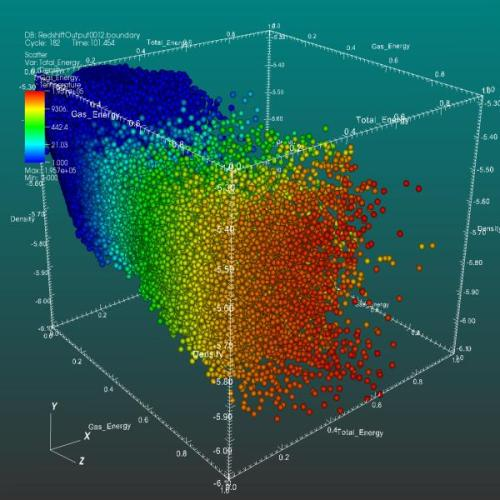
Ett tredimentionellt sambandsdiagram där värdet av tre variabler indikeras med datapunktens position i rummet, och en fjärde variabel med dess färg.

Sambandsdiagram, spridningsdiagram eller punktdiagram (eng. scatter plot) är en diagramtyp som visar data med punkter i ett kartesiskt koordinatsystem. Till skillnad från linjediagram sammanbinds inte punkterna med linjer eller kurvor. Ett tvådimensionellt sambandsdiagram kan åskådliggöra en diskret funktion, där varje datapunkt utgör association mellan ett oberoende och ett beroende variabelvärde. 
Sambandsdiagram används ofta inom statistik, datamining och annan kvantitativ vetenskap för att åskådliggöra relationer mellan variabler, exempelvis mätvärden som utgör sampling av en underliggande kontinuerlig funktion eller av en stokastisk process. Varje punkt i diagrammet motsvarar då ett mättillfälle eller ett experiment.
Den datamängd som illustreras är ofta i form av en tabell, där varje rad eller post betraktas som en datapunkt i ett flerdimensionellt rum, och varje kolumn är en variabel. Varje axel i koordinatsystemet motsvarar en variabel (en kolumn). Om punkterna har olika attribut, exempelvis olika färg, kan ytterligare variabler (kolumner) åskådliggöras.

## Inom kvalitetsteknik

Ett punktdiagram inom kvalitetsteknik

Inom kvalitetsteknik är sambandsdiagram ett av de så kallade sju kvalitetsverktygen och används i det sammanhanget som hjälpmedel vid kvalitetsförbättringsinsatser. Ett sambandsdiagram är då ett diagram som illustrerar en viss variabels påverkan på en produktegenskap. Då det ofta är många parametrar som påverkar den studerade egenskapen kan antingen flera olika sambandsdiagram eller ett flerdimensionellt diagram användas. En risk när man använder sambandsdiagram är så kallade nonsenssamband eller falska samband där en variabel tycks påverka den studerade produktegenskapen men det i själva verket är en tredje parameter som påverkar.